# 金祖淳
金祖淳（韓語：김조순，1765年10月7日—1832年5月2日），字士源，号楓皐，本貫安東金氏，朝鮮王朝晚期官员、外戚。朝鲜純祖王妃純元王后之父，受封永安府院君，諡忠文:54。
朝鲜正祖要求他輔助年幼的純祖。朝鲜正祖昇遐後，金祖淳繼承之先王之遗志。純祖二年（1802年）九月，金祖淳的長女經由三揀擇嫁給純祖為王妃，是為純元王后。金祖淳清廉正直，當了30年的摄政公，死後配享正祖廟庭。

## 家庭
- 父：金履中（1736—1793），字時可，官至瑞興府使，追贈領議政[1]
- 母：平山申氏（1733—1773），申思迪的女兒，外祖父李坵為成宗庶九子景明君後裔，有一子一女[2][3]
  - 同母姐：安東金氏（1754—1827），與李章紹（世宗庶五子密城君後裔、左議政李健命曾孫）育有二子一女[4]
- 繼母：咸平李氏（1756—1790），李衡玉的女兒、金夏謙外孫女，有一女
  - 異母妹：安東金氏（1780—1815），與貞明公主後裔洪羲命育有二子一女[5]
  - 妻：青陽府夫人青松沈氏（1766—1828），沈健之的女兒，外祖父李胤彥為密城君後裔[6][7]
    - 長子：金逌根（1785—1841），字景光、號黃山，过继給堂兄金龍淳，官至判敦寧府事
      - 孫女：安東金氏（1804—1822），廣平大君後裔李寅夔元配夫人，有一女[1]:49[8]
      - 孫女：安東金氏（1816—1888），趙章鎬夫人，有一子[9]
      - 庶孫：金炳陶（1819—1860），字潛夫，官至林川郡守，有一子二女
      - 孫女：安東金氏（1820—1845），趙秉夔元配夫人、神貞王后弟媳，無親生子女[10]
      - 養孫：金炳㴤（1827—1887），字範初、號小山，金祖淳堂姪金弘根次子，有三子五女

    - 次子：金元根（1787—1833），字景溪、號翠庭，官至吏曹參判
      - 嫡孫：金炳地（1830—1881），字伯寧，官至工曹判書，有二女；庶子過繼給金炳阮，養子金錫圭為金尚容後裔金炳洙次子
      - 庶孫：金炳阮（1824—1866），字嗣宗，官至仁川府使，養子金學圭
      - 庶孫：金炳陸（1830—1873），字仲游，官至同副承旨；養子金完圭，生父金炳㴤
      - 庶孫女：安東金氏，沈宜薰夫人

    - 長女：純元王后（1789—1857），朝鮮王朝第23任國王純祖王妃，育有一子三女；憲宗祖母、哲宗養母
    - 次女：安東金氏（1792—1870），南久淳夫人[11]
      - 外孫：南秉哲（1817—1863），字子明、號圭齋，官至吏曹判書，有一庶子、一養子
      - 外孫女：宜寧南氏（1819—1851），表哥金炳冀元配夫人，無子女[12]
      - 外孫：南相吉（1820—1869），字子裳、號惠泉，官至吏曹判書，有一養子
      - 外孫女：宜寧南氏，趙龜熙夫人

    - 三子：金左根（1798—1869），字景隱、號荷屋，官至領議政
      - 養孫：金炳冀（1818—1875），字聖尊、號思穎，金祖淳再從姪金泳根次子，有二子一女

    - 三女：安東金氏（1799—1848），李謙在夫人[13]
      - 外孫：李承緒（1820—1872），字纘卿，官至開寧縣監，有二女
      - 外孫：李承緯（1821—1895），字漢卿，官至金山郡守，有四女四子
      - 外孫：李承紀（1827—1895），字箕卿，出繼堂叔李咸在，官至敦寧府都正；有一女為閔泳瓚夫人、閔泳煥弟媳[14]
      - 外孫女：韓山李氏，韓章錫夫人
      - 外孫：李承維（1835—1873），字德卿，無親生子女
      - 外孫：李承純（1841—1901），字粹卿，官至奎章閣直閣，有七女二子

    - 四女：安東金氏，李肯愚夫人
    - 庶女：安東金氏（1825—1850），李秉益（密城君後裔、左議政李憲球（朝鲜语：이헌구 (1784년)）庶子）元配夫人[15]